# Nationaal Ambulance- en Eerste Hulpmuseum
De stichting Nationaal Ambulance- en Eerste Hulp Museum is opgericht op 15 december 1988 en beheert in de Nederlandse stad Leiden het gelijknamige museum. In het museum is de verzameling van de Groningse arts dr. C.A.E. Volckmann, een verzamelaar van eerste-hulpmaterialen, ondergebracht. De stichtingsakte was een cadeau van de Groningse gemeenten ter gelegenheid van zijn afscheid als GGD-arts. Behalve grondlegger van het museum is Volckmann ook de auteur van het eerste opleidingsboek speciaal voor de ambulancesector.

## Collectie
Het geheel door vrijwilligers gedragen museum heeft een grote collectie historisch materieel, zoals verbandtrommels, reanimatie-apparatuur, zuurstoftoestellen, verbanden in allerlei soorten, maten en merken, medische boeken, tijdschriften, uniformen, onderscheidingstekens, EHBO-boekjes en verschillende ambulances, waaronder de ook in het Nationaal Register Mobiel Erfgoed opgenomen:
- Dodge ambulance (1945)
- NEKAF (Willys) ambulance (1965)
- Chevrolet ambulance (1968)
- Chevrolet Chevy ambulance (1985)
- Mercedes Benz 260 ambulance (1992)
- Mercedes Benz Vito ambulance (1996)

De collectie is gebaseerd op de privécollectie van dr. C.A.E. Volckmann. Meerdere jaren was oud-chirurg Hans Waldeck voorzitter van de museumstichting en beheerder van het museumarchief. Hij promoveerde in 1984 op een proefschrift over ‘De medische repatriëring van Nederlandse toeristen. Indicaties en uitvoering’. Ook heeft hij verschillende artikelen geschreven over de geschiedenis van de ambulancezorg, in Nederland in het bijzonder. Tijdens de open dag van het museum op 13 april 2013 presenteerde hij zijn boek: 'Een ziekenauto verdient een bloemenslinger'; over de veelzijdige ziekenvervoerders in Leiden en de Duin- en Bollenstreek.

## Huisvesting
De collectie was vanaf 30 juni 1989 ondergebracht in pand van Automobielbedrijf De Grooth (importeur van Amerikaanse Superior en Duitse Mercedes Benz ambulances en bovendien ambulancedienst voor Winschoten en omgeving) aan de Papierbaan in Winschoten. Na een uitbreiding van de museumruimte vond op 1 oktober 1991 een heropening plaats door Commissaris van de Koningin H.J.L. Vonhoff. Toen in 2000 het automobielbedrijf werd verkocht, werd de collectie opgeslagen in het Noord-Brabantse Helenaveen. In 2003 verhuisde de collectie naar Wijk bij Duurstede. Na deze omzwervingen kwam de collectie in mei 2004 terecht in een groot garagepand in Apeldoorn, waar ze weer toegankelijk werd voor het publiek tezamen met de collectie van het Nederlands Politiemuseum. Dit duurde slechts tot 2007, waarna alles weer werd opgeslagen. Sinds 2012 is het museum gevestigd in Leiden bij het nieuwe pand van de Regionale Ambulance Voorziening Hollands Midden. In Leiden is het museum beperkt geopend: tijdens de middagen van de tweede en vierde woensdag van de maand.
Academisch Historisch Museum ·
Anatomisch Museum ·
Rijksmuseum Boerhaave ·
Hortus botanicus ·
Japanmuseum SieboldHuis ·
Museum De Lakenhal ·
Nationaal Ambulance- en Eerste Hulpmuseum ·
Naturalis Biodiversity Center ·
Rijksmuseum van Oudheden ·
Leiden American Pilgrim Museum ·
Pilgrim Archives ·
Stedelijk Molenmuseum De Valk ·
Museum Het Leids Wevershuis ·
Wereldmuseum Leiden ·